# Diósgyőri VTK (basket-ball féminin)
Cet article traite de la section féminine de basket-ball. Pour la section de football, voir Diósgyőri VTK.
Maillots
Actualités
Le Diósgyőri VTK, ou DVTK Miskolc, est un club féminin hongrois de basket-ball  évoluant dans la ville de Miskolc et participant au championnat de Hongrie ainsi qu’à l’Euroligue.

## Historique
Créée en 1946, la section basket-ball se sépare du club de football en 1991.

### Anciens noms
- 1957–1992 DVTK (Diósgyőri Vasgyárak Testgyakorló Köre)
- 1992–2007 DKSK (Diósgyőri Kosarasok Sport Köre)
  - 1991–1995 DKSK-SeM
  - 1995–2000 DKSK-BorsodChem
  - 2006 DKSK-Oldies Rádió
- 2007–2012 DKSK-MISI (DKSK-Miskolci Sportiskola)
- 2012– DVTK (Diósgyőri VTK)
  - Work Force-DVTK 2012–2013
  - Aluinvent DVTK 2013–2021
  - DVTK-HUN-Therm 2023–

## Palmarès
National
- Championnat de Hongrie :
  - Vainqueur (1) : 2024
  - Finaliste (5) : 1992, 1994, 1996, 2015, 2019
- Coupe de Hongrie :
  - Vainqueur (5) : 1993, 1994, 2016, 2022, 2025
  - Finaliste (4) : 1997, 2005, 2015, 2021

## Joueuses célèbres
- Abby Bishop
- Katryna Gaither
- Arella Guirantes
- Roneeka Hodges
- Liene Jansone
- Ieva Kubliņa
- Tina Krajišnik
- Nóra Bujdosó